# Pál Losonczi
Pál Losonczi (nato Pál Laklia) (Bolhó, 18 settembre 1919 – Kaposvár, 28 marzo 2005) è stato un politico ungherese, è stato presidente del Consiglio presidenziale ungherese (cioè capo di Stato) dal 1967 al 1987.